# Alpen (Film)
Alpen (griechisch Άλπεις „Alpen“, translit. „Alpeis“) ist ein Filmdrama des griechischen Regisseurs Giorgos Lanthimos aus dem Jahr 2011. Die weiblichen Hauptrollen spielen Angeliki Papoulia und Ariane Labed. Der Film wurde am 3. September 2011 im Rahmen der 68. Internationalen Filmfestspiele von Venedig uraufgeführt und mit dem „Osella“ für das beste Drehbuch ausgezeichnet. Der Film gewann im Jahr 2012 auch den offiziellen Wettbewerbspreis for New Directions in Cinema (für neue Richtungen im Kino) auf dem Sydney Film Festival.

## Handlung
Vier Athener, eine Krankenschwester, ein Sanitäter, eine Turnerin und ihr Trainer, betreiben ein neues Unternehmen, das sie „Alpen“ nennen. Sie nehmen gegen Bezahlung den Platz verstorbener Angehöriger von Familien, von denen sie dazu beauftragt wurden, ein. Der Grundgedanke ist es, die Leerstelle in der Familie, im Freundeskreis zu füllen. Dabei stoßen sie auf Schwierigkeiten, sich in die Gemeinschaft einzufügen. Die Protagonisten lernen Standardsätze, die sie in die Unterhaltung mit den Hinterbliebenen einfließen lassen. Der Krankenschwester Monte Rosa fällt es immer schwerer, zwischen ihrem eigenen Leben und dem der verstorbenen Person, die sie auftragsbezogen verkörpern soll, zu unterscheiden. Sie verstößt gegen die Regeln des Unternehmens, was zu einem großen Konflikt innerhalb der Gruppe der „Alpen“ führt.

## Produktion
Giorgos Lanthimos und Efthymis Filippou entwickelten die Filmidee, indem sie sich auf Menschen bezogen, die etwas behaupten, das ausgedacht ist, beispielsweise in Form von Telefonstreichen oder durch die Ankündigung ihres eigenen Todes. Die Geschichte nahm Form an, sodass ein Schauplatz erforderlich wurde, der cineastisch dazu passte. Lanthimos betrachtet es als das komplette Gegenteil seines früheren Films Dogtooth, von dem er sagt, dass es „die Geschichte einer Person, die versucht, einer fiktiven Welt zu entgehen“ sei. In Alpen gehe um eine Person, die in eine fiktive Welt zu gelangen versuche.
Der Film wurde vom griechischen Unternehmen Chaos Film produziert, das zuvor Lanthimos’ Film Kinetta im Jahr 2005 produziert hatte. Die Finanzierung des Filmbudgets wurde auch vom griechischen Filmzentrum unterstützt. Die Dreharbeiten begannen im Oktober 2010. Einige Szenen wurden am Set hinzugefügt und Teile des Dialogs wurden von den Schauspielern improvisiert.

## Rezeption
Lee Marshall von Screen Daily vergleicht Alpen mit dem letzten Film des Regisseurs. Er nennt ihn „eine Art Dogtooth 2“ und schreibt, dass „das kultivierte städtische Publikum, das mit der schieren Dreistigkeit dieses Films konfrontiert wird, hier ein leichtes Déjà-vu spüren kann“. Über den Film selbst schrieb Marshall: „Hollywood hätte vielleicht ein Melodram oder einen Thriller aus dem gleichen Material geformt – und es gibt hier den Nachhall von faszinierenden Versatzstücken aus Alfred Hitchcocks Filmen, von Roger Thornhill/George Kaplan aus Der unsichtbare Dritte bis zu Madeleine/Carlotta aus Vertigo – Aus dem Reich der Toten, aber Alpen ist so faszinierend, weil es sich weigert das zu erklären … Es ist auch ein Film, der es schafft, zwischen einer absurden Komödie und einer düsteren Tragödie die Balance zu halten, einen sehnsüchtigen Wunsch nach menschlicher Wärme mit Ausbrüchen plötzlicher Gewalt zu verbinden, während eine beeindruckende Kontrolle über die Stimmung beibehalten wird.“